# Kani (Gifu)
Pour les articles homonymes, voir Kani (homonymie).
Kani (可児市, Kani-shi) est une ville située dans la préfecture de Gifu, au Japon.

## Géographie

### Situation
Kani est située dans le sud de la préfecture de Gifu.

### Démographie
En septembre 2021, la population de la ville de Kani était de 101 066 habitants, répartis sur une superficie de 87,57 km2.

### Hydrographie
La ville est bordée par le fleuve Kiso au nord.

## Histoire
Le bourg de Kani a été créé le 1er février 1955. Il a acquis le statut de ville en 1982.

## Culture locale est patrimoine

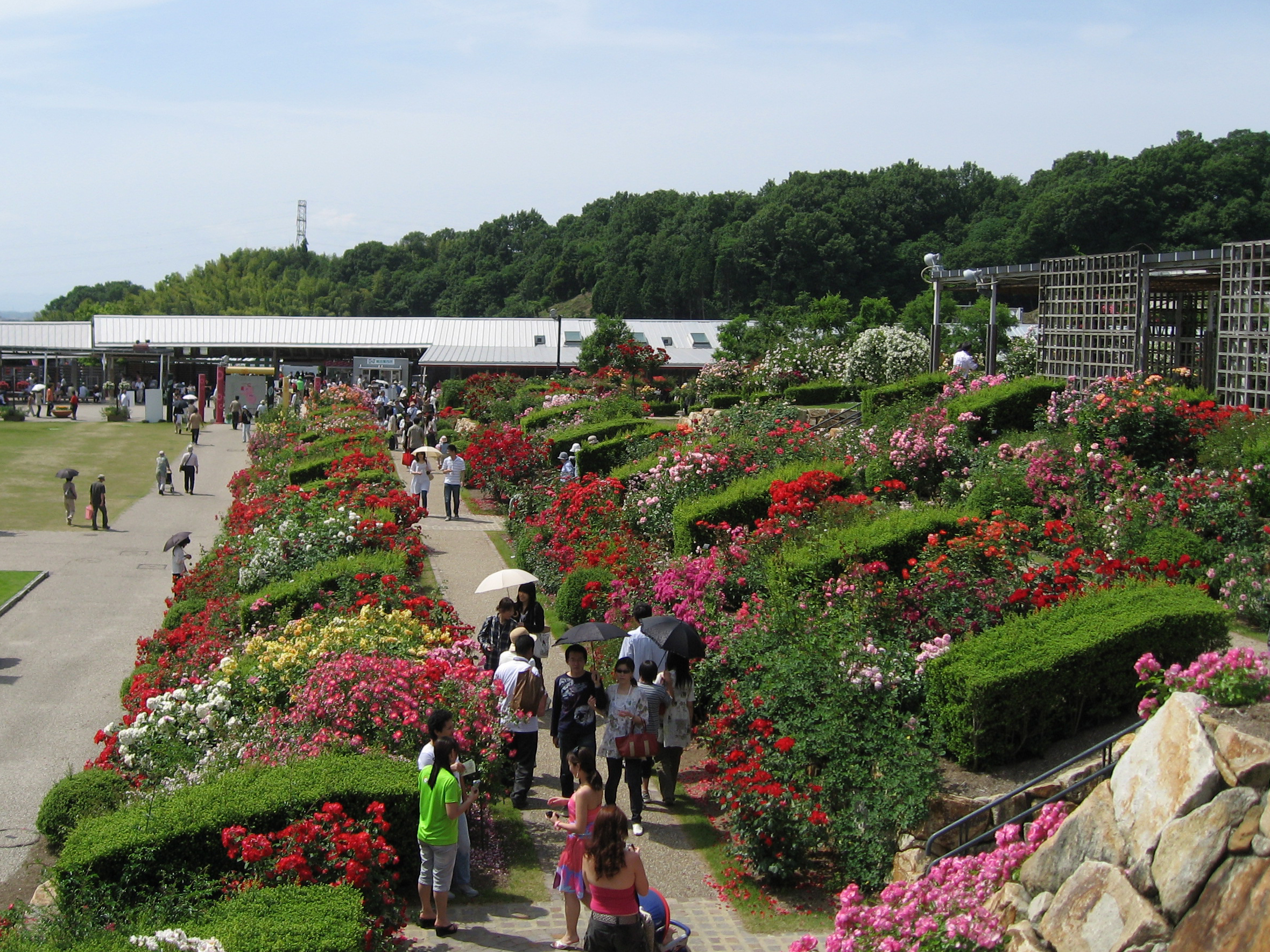
Le parc commémoratif du festival des fleurs.

Le parc commémoratif du festival des fleurs, situé à l'est de la ville, possède la plus large collection de rosiers du Japon avec plus de 7 000 espèces différentes.

## Transports
Kani est desservie par la ligne Taita de la JR Central et la ligne Hiromi de la Meitetsu.